# メガネ、時々、ヤンキーくん
『メガネ、時々、ヤンキーくん』（メガネときどきヤンキーくん）は、なるきによる日本の漫画作品。『別冊フレンド』（講談社）にて、2021年2月号より同年10月号まで連載後、読者から人気を得たことにより2022年7月号から連載中。元ヤン男子高校生と、ヤンキー嫌いの女子高生の恋愛模様を描く。2025年1月時点で累計部数が65万部を突破している。

## あらすじ
平穏な高校生活にあこがれていた、ヤンキー嫌いの百瀬。たまたま、クラスの目立たない男子壱倉が元ヤンであることを知り、はじめは苦手意識を持ってしまうが、段々と心惹かれていく青春ラブストーリー。

## 登場人物
百瀬 尋（ももせ ひろ）
どんくさいが、まじめな性格。中学時代にヤンキーにパシられていたことから、ヤンキーに対して苦手意識がある。
壱倉 煖（いちくら だん）
元ヤン。今は元ヤンであることを隠してまじめに生活している。中学時代、だいぶモテたらしい。
五十嵐 実央（いがらし みお）
煖の中学時代の同級生。ヤンキー時代の煖にあこがれていた。

## 書誌情報
- なるき『メガネ、時々、ヤンキーくん』講談社〈講談社コミックス別冊フレンド〉、既刊9巻（2025年7月11日現在）
  1. 2021年6月11日発売[7][4]、ISBN 978-4-06-523597-3
  2. 2021年12月13日発売[2]、ISBN 978-4-06-526140-8
  3. 2022年11月11日発売[8]、ISBN 978-4-06-529687-5
  4. 2023年4月13日発売[9]、ISBN 978-4-06-531339-8
  5. 2023年10月13日発売[10]、ISBN 978-4-06-533357-0
  6. 2024年3月13日発売[11]、ISBN 978-4-06-534706-5
  7. 2024年8月9日発売[12]、ISBN 978-4-06-536617-2
  8. 2025年1月10日発売[13]、ISBN 978-4-06-538313-1
  9. 2025年7月11日発売[14]、ISBN 978-4-06-540055-5